# 柴田早千予
早千予（さちよ、1979年11月24日 - ）は、日本の女子キックボクサー、ボクサー。埼玉県出身。キックボクシング、ボクシング、ムエタイで数々の王座を獲得した。

## 戦績
- キックボクシング: 36戦 27勝 14KO 5敗 4分
- ボクシング: 7戦 4勝 3KO 1敗 2無効試合
- 総合格闘技: 1戦 1無効試合

## 来歴
女子キックボクサー神風杏子の試合に影響を受け、元男性キックボクサー羽田真宏が会長を務める白龍ジムに入門する。
1999年6月、アメリカ合衆国でエミーヤスに3RTKO勝ちを収めた。
2000年、オーストラリアでカレン・ウィリアムスにKO勝ちを収め、ISKA世界女子ムエタイフライ級王座を獲得した。
2000年6月24日、アメリカ合衆国カリフォルニア州のフェアグラウンドホテルにおいてエイミー・イークス（アメリカ）に4RTKO勝ち（タオル投入）。IKKC王座を獲得した。
2001年7月8日、オーストラリアゴールドコーストのコンラットジュピターズホテルにおいてカレン・ウィリアムス（オーストラリア）に勝利した。
2002年11月15日、オクラホマ州タルサでステファニー・ダブスとノンタイトル5回戦を無判定試合で行い、無効試合となった。
2003年8月、オーストラリアでアンジーに1RKO勝ちを収め、WBF世界女子フライ級王座を獲得した。
2003年11月15日、アメリカ合衆国でリンダ・マウスに右ハイキックで4RKO勝ちを収め、UKF女子世界バンタム級王座を獲得した。
2003年12月14日、オーストラリアでローラ・スキナーに3RTKO勝ちを収め、WMTA王座を獲得した。
2004年3月、アメリカ合衆国でシンデイ・クリスチャンに1RKO勝ちを収め、UKF世界女子スーパーバンタム級王座を獲得した。
2004年5月23日、六本木ヴェルファーレで行なわれた日本フライ級タイトルマッチで、王者八島有美（Fギャラクシー）に判定勝ちし女子ボクシング日本フライ級タイトルを獲得した（のちに返上）。
2005年1月30日、ディファ有明で行われたUKF世界女子フライ級タイトルマッチで勝山舞子に2RKO勝ちを収め、王座を防衛した。
2005年2月5日、ラスベガスのユニオンプラザで行われたIWTCとWIKBAの世界女子ムエタイフライ級統一タイトルマッチで、イロンカ・エルモントに判定勝ちした。
2005年8月19日、サンアントニオにてマリベル・ズリータとのWIBA世界ライトフライ級王座決定戦に臨むが、0-3判定負け。
2006年5月16日、業務上過失傷害と道交法違反（救護義務違反）の疑いで埼玉県警上尾署に逮捕されたが不起訴。5月26日には被害者と和解が成立した。
2006年6月2日、後楽園ホールで行われたUKF世界女子フライ級タイトルマッチで、グレイシャア亜紀（J-NETWORK・J-GIRLS 1位）に4RKO勝ちし王座防衛。この試合後、マーシャルアーツ日本キックボクシング連盟から1年間の出場停止処分を受けた。
2006年12月3日、出場停止処分は半年で解除され、マーシャルアーツ日本キックボクシング連盟で山田純琴と対戦し、3-0の判定勝ちを収めた。
2007年4月6日、UKF世界女子フライ級タイトルマッチで山田純琴と対戦し、3-0の判定勝ちを収め王座防衛に成功した。
2007年7月に左膝の負傷を理由に現役引退を表明。8月12日、後楽園ホールでせり相手に国内引退試合を行い、3-0の判定勝利で有終の美を飾った。
2007年9月に行われたトークショーで「お世話になった人やファンのためなら1試合だけ、足を引きずってでもリングに上がる」と発言。その発言通り、翌2008年1月12日、ラスベガスヒルトンで1日限りの復帰戦を行い、セマ・ヨーリッチに2RTKO勝ちを収めた。

## 獲得タイトル
- ボクシング
  - 日本フライ級王座
- キックボクシング
  - UKF世界女子フライ級王座
  - UKF世界女子バンタム級王座
  - UKF世界女子スーパーバンタム級王座
  - IKKC世界女子フライ級王座
- ムエタイ
  - ISKAムエタイ世界女子フライ級王座
  - WMTA世界女子スーパーフライ級王座
  - IWTC世界女子ムエタイフライ級王座
  - WIKBA世界女子ムエタイフライ級王座